# مهرجان كان السينمائي 1985
مهرجان كان السينمائي لعام 1985 هو الدورة الـ38 للمهرجان عُقد في 8 إلى 20 مايو من عام 1985، حصل فيلم "When Father Was Away on Business" للمخرج الألماني اليوغسلافي أمير كوستوريتسا على السعفة الذهبية للمهرجان.